# Žantov (Nový Bydžov)
Žantov (německy Schantow) je malá vesnice, část města Nový Bydžov v okrese Hradec Králové. Nachází se asi 7 km na západ od Nového Bydžova. V roce 2009 zde bylo evidováno 22 adres. V roce 2001 zde trvale žilo 19 obyvatel.
Žantov leží v katastrálním území Skochovice o výměře 9,07 km2.